# Cathédrale Saint-Martin de Leicester
Cette  cathédrale n’est pas la seule cathédrale Saint-Martin.
La cathédrale Saint-Martin de Leicester est la cathédrale de la ville de Leicester, en Angleterre, et le siège du diocèse de Leicester. Elle est la quatrième plus petite cathédrale anglicane d'Angleterre.

## Histoire
La première mention d'une église sur le site de la cathédrale date de 1086, année qui voit le remplacement d'une église anglo-saxonne dédiée à Martin de Tours par un bâtiment normand. À cette époque, Leicester a cessé d'être le siège d'un diocèse depuis 870 et les invasions danoises ; elle relève du diocèse de Lincoln.
L'église s'agrandit au XIIIe siècle de nouveaux collatéraux. La nef et le chœur sont à leur tour étendus au XVe siècle. Une flèche est ajoutée à la tour normande en 1757.
Dans le cadre de la restauration victorienne, l'église est restaurée par l'architecte Raphael Brandon à partir de 1860. La tour et la flèche sont entièrement reconstruites, un nouveau vitrail est installé à l'ouest et le toit de la nef est entièrement refait. L'église est élevée au rang de collégiale en 1922, puis de cathédrale en 1927.
Les restes du roi Richard III, retrouvés en août 2012, y sont inhumés le 26 mars 2015.